# Duvivieria
Duvivieria es un género de insecto coleóptero de la familia Chrysomelidae.

## Especies
Las especies de este género son:
- Duvivieria africana (Duvivier, 1892)
- Duvivieria apicitarsis (Weise, 1903)
- Duvivieria paradoxa (Dalman, 1823)
- Duvivieria subsulcata Weise, 1903